# Oswald Wiersich
Oswald Wiersich est un syndicaliste allemand, résistant au nazisme, né le 1er septembre 1882 à Breslau et mort exécuté le 1er mars 1945 à Berlin.

## Biographie
Le chaudronnier s'implique jeune dans le syndicalisme. Il devient en 1912 représentant de la Fédération allemande des travailleurs de la métallurgie à Breslau puis en 1923 secrétaire de l'arrondissement du Allgemeiner Deutscher Gewerkschaftsbund en Silésie et membre national. Pour le SPD, il est membre du conseil de Prusse et du parlement provincial de Silésie (de).
En mars 1933, aussitôt le nazisme arrivé au pouvoir, il subit la Schutzhaft. En raison de la dissolution des syndicats, il travaille ensuite comme agent comptable et d'assurance. En 1935, il entre en contact avec Wilhelm Leuschner puis avec l'entourage de Ludwig Beck.
Après l'échec du attentat du 20 juillet 1944 contre Hitler, il est arrêté le 22 août et envoyé au camp de Gross-Rosen. Le 26 février 1945, il est jugé devant le Volksgerichtshof en compagnie de Franz Leuninger et de Fritz Voigt ; il est condamné à mort. Il est pendu quelques jours plus tard à la prison de Plötzensee.